# Star Comedy (Portugal)
Star Comedy (anteriormente FX y Fox Comedy) es un canal de televisión por suscripción portugués lanzado el 26 de septiembre de 2007, operado por  The Walt Disney Company Iberia, una filial de Walt Disney Direct-to-Consumer & International, propiedad de The Walt Disney Company.
Como FX asumió como un canal alternativo, que muestra una serie única y sofisticada de "culto". Una de sus series más importantes es Dexter, que era la cara del canal en el lanzamiento. Otras series fueron lanzadas por primera vez en Portugal como en el caso de Eureka, Psych y Cofradía (La Hermandad). Programas como Deadwood, My Name Is Earl y Six Feet Under fueron transferidos en el canal FOX.
Como Fox Comedy, ha emitido la emisión de series y películas de comedia.

## Historia
El canal fue lanzado originalmente en Portugal exclusivamente en el operador ZON TV Cabo el 26 de septiembre de 2007, junto con Fox Crime en el paquete Funtastic Life. Más tarde fue agregado a otros operadores, el 1 de octubre de 2009 fue la Meo y desde el 21 de enero de 2010 está disponible en Optimus Clix.
Desde el 3 de febrero de 2014, junto con nuevos gráficos, FX comenzó a transmitir las 24 horas del día, en formato 16:9 y en HD.
El 18 de noviembre de 2015, FX fue renombrado como Fox Comedy y solo transmite series y películas cómicas.Posteriormente fue renombrado como Star Comedy el 7 de febrero de 2024.

## Identidad visual (logo)

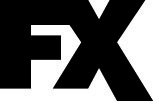
2007-2012
2012-2015
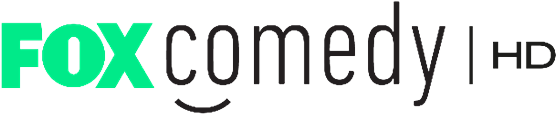
2015-2024